# Stephen Dürr
Stephen Dürr (Hamburg, 1974. július 27. –) német színész.

## Karrierje
Dürr a Los Angeles-i Stella Adler színművészeti akadémián (Stella Adler Academy of Acting) tanult.
Először a képernyőn 1994-ben az Unter Uns című sorozat indulásánál tűnt fel, a sorozatban Till Weigel szerepét játszotta 1996-ig. Utána az ARD különböző sorozataiban volt látható kisebb szerepekben. 2006-ban az RTL-en induló Alles was zählt című sorozatában kapta Mike Hartwig korcsolya-oktató szerepét, majd a sorozatot 2009-ben elhagyta.
Dürr 2009 augusztusa óta házas és Hamburgban él. Két lánya van. 

## Filmográfia
- 1994–1996: Unter uns
- 1998–2005: In aller Freundschaft
- 2000: St. Angela
- 2000: Die Sonnenlanze
- 2003: A rendőrség száma 110
- 2005: Küstenwache
- 2006: Wilsberg
- 2006−2009: Alles was zählt